# Денмарк (Вісконсин)
Денмарк (англ. Denmark) — селище (англ. village) в США, в окрузі Браун штату Вісконсин. Населення — 2408 осіб (2020).

## Географія
Денмарк розташований за координатами 44°20′57″ пн. ш. 87°49′52″ зх. д. / 44.34917° пн. ш. 87.83111° зх. д. (44.349155, -87.831139).  За даними Бюро перепису населення США в 2010 році селище мало площу 4,98 км², уся площа — суходіл.

### Клімат
| Клімат : Денмарк        | Клімат : Денмарк | Клімат : Денмарк | Клімат : Денмарк | Клімат : Денмарк | Клімат : Денмарк | Клімат : Денмарк | Клімат : Денмарк | Клімат : Денмарк | Клімат : Денмарк | Клімат : Денмарк | Клімат : Денмарк | Клімат : Денмарк | Клімат : Денмарк |
| Показник                | Січ.             | Лют.             | Бер.             | Квіт.            | Трав.            | Черв.            | Лип.             | Серп.            | Вер.             | Жовт.            | Лист.            | Груд.            | Рік              |
| Середній максимум, °C   | −3,9             | −1,6             | 3,9              | 11,7             | 18,3             | 23,9             | 26,2             | 25,5             | 21,1             | 13,8             | 5,9              | −1,4             | 12,0             |
| Середня температура, °C | −8,4             | −6,3             | −0,9             | 6,4              | 12,6             | 18,0             | 20,6             | 19,8             | 15,3             | 8,7              | 1,7              | −5,6             | 6,9              |
| Середній мінімум, °C    | −13              | −11,1            | −5,7             | 1,1              | 6,8              | 12,1             | 15,1             | 14,1             | 9,5              | 3,6              | −2,6             | −9,8             | 1,7              |
| Норма опадів, мм        | 36               | 28               | 47               | 72               | 80               | 94               | 84               | 97               | 89               | 73               | 56               | 39               | 795              |
| ----------------------- | ---------------- | ---------------- | ---------------- | ---------------- | ---------------- | ---------------- | ---------------- | ---------------- | ---------------- | ---------------- | ---------------- | ---------------- | ---------------- |
| Джерело: NOAA           |                  |                  |                  |                  |                  |                  |                  |                  |                  |                  |                  |                  |                  |

## Демографія
Згідно з переписом 2010 року, у селищі мешкали 2123 особи в 923 домогосподарствах у складі 562 родин. Густота населення становила 426 осіб/км².  Було 988 помешкань (198/км²).
Расовий склад населення:
| - 95,3 % — білих - 0,7 % — азіатів - 0,6 % — корінних американців - 0,4 % — чорних або афроамериканців - 1,6 % — осіб інших рас |

До двох чи більше рас належало 1,4 %. Частка іспаномовних становила 2,4 % від усіх жителів.
За віковим діапазоном населення розподілялося таким чином: 25,5 % — особи молодші 18 років, 61,2 % — особи у віці 18—64 років, 13,3 % — особи у віці 65 років та старші. Медіана віку мешканця становила 37,0 року. На 100 осіб жіночої статі у селищі припадало 96,2 чоловіків;  на 100 жінок у віці від 18 років та старших — 92,6 чоловіків також старших 18 років.
Середній дохід на одне домашнє господарство  становив 58 873 долари США (медіана — 43 179), а середній дохід на одну сім'ю — 71 455 доларів (медіана — 62 833). Медіана доходів становила 54 375 доларів для чоловіків та 41 190 доларів для жінок. За межею бідності перебувало 10,3 % осіб, у тому числі 14,2 % дітей у віці до 18 років та 10,6 % осіб у віці 65 років та старших.
Цивільне працевлаштоване населення становило 1072 особи. Основні галузі зайнятості: освіта, охорона здоров'я та соціальна допомога — 21,8 %, виробництво — 20,7 %, мистецтво, розваги та відпочинок — 12,4 %, роздрібна торгівля — 11,6 %.